# Pilosella byzantina
Pilosella byzantina là một loài thực vật có hoa trong họ Cúc. Loài này được (Boiss.) P.D.Sell & C.West miêu tả khoa học đầu tiên năm 1975.